# Kriegerdenkmal Niegripp

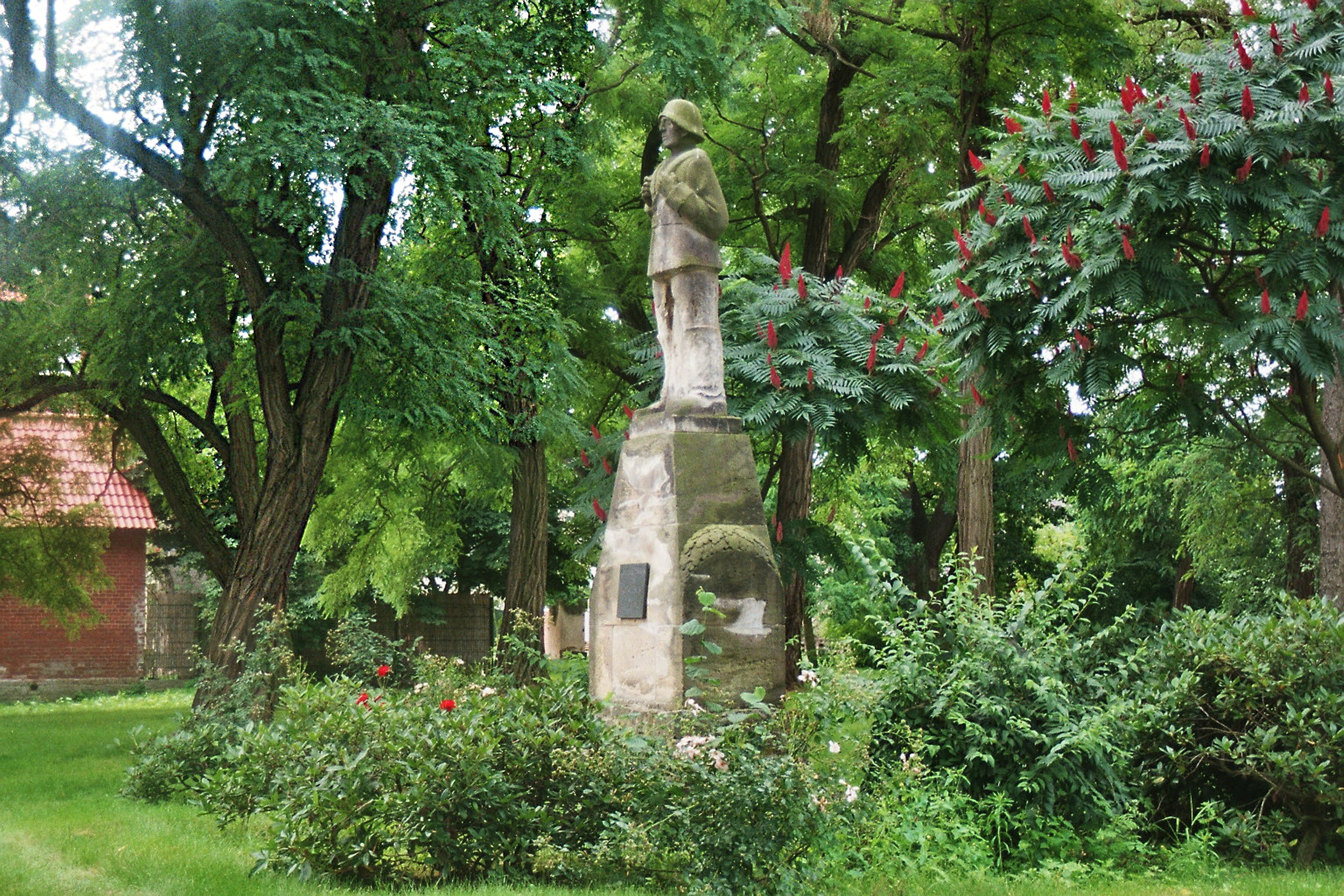
Kriegerdenkmal

Das Kriegerdenkmal Niegripp ist ein denkmalgeschütztes Kriegerdenkmal in der Ortschaft Niegripp der Stadt Burg in Sachsen-Anhalt. Im örtlichen Denkmalverzeichnis ist das Kriegerdenkmal unter der Erfassungsnummer 094 71264 als Baudenkmal verzeichnet.

## Lage
Das Kriegerdenkmal in Niegripp befindet sich auf dem Kirchplatz bei der Dorfkirche in Niegripp.

## Gestaltung
Es handelt sich um eine Pyramide aus Sandstein, die von einem Soldaten gekrönt wird. An der Pyramide wurde eine Gedenktafel für die Gefallenen des Ersten Weltkrieges angebracht.

## Inschriften

### Denkmal
Den Gefallenen. Die Gemeinde Niegripp

### Denkmalplakette
Zum Gedenken den Gefallenen aus Niegripp

## Quelle
- Gefallenendenkmal Niegripp Online, abgerufen am 19. Juni 2017.